# Sarre-Union
Sarre-Union é uma comuna francesa na região administrativa de Grande Leste, no departamento Baixo Reno. Estende-se por uma área de 15,41 km². Em 2010 a comuna tinha 2 854 habitantes (densidade: 185,2 hab./km²).